# Бурхард III фон Мансфелд
Бурхард III (I) фон Мансфелд (на немски: Burchard III (I) von Mansfeld; * пр. 1255; † между 3 юли 1273 и 4 декември 1273) граф на Мансфелд.

## Произход
Той е син на бургграф Буркхард III фон Кверфурт († 1273/1279), граф на Мансфелд, и съпругата му графиня София фон Мансфелд, наследничка на Мансфелд, дъщеря на граф Бурхард фон Мансфелд.
Той умира между 3 юли и 4 декември 1273 г. и е погребан в Хелфта.

## Фамилия
Първи брак: с графиня Елизабет (Мехтилд) фон Шварцбург-Бланкенбург, дъщеря на граф Хайнрих II фон Шварцбург-Бланкенбург († 1236) и Ирмгард фон Ваймар-Орламюнде († сл. 1222), внучка на датския крал Валдемар I. Те имат един син:
- Гебхард I фон Мансфелд († ок. 1282/1284), женен за Ирмгард фон Анхалт († сл. 1303)

Втори брак: пр. 1229 г. с Ермгард. Те нямат деца.
Трети брак: пр. 1264 г. с графиня Ода фон Регенщайн († сл. 1 декември 1274), дъщеря на граф Улрих I фон Регенщайн († 1270) и графиня Лукард фон Грибен. Те имат децата:
- Бурхард IV фон Мансфелд-Кверфурт (X, V) († 1311), бургграф на Магдебург, граф на Мансфелд-Кверфурт, женен 1286 г. за графиня София фон Шверин (Люхов) († 26 август 1353)
- Рупрехт фон Мансфелд († сл. 1306)
- Луитгард фон Мансфелд († сл. 1209)